# Wolfgang Rose (Verbandsfunktionär)
Wolfgang Rose (* 18. Januar 1950 in Heidenheim) ist ein deutscher Gewerkschafter und Verbandsfunktionär. Er war bis 2014 Vorsitzender des Auto Clubs Europa (ACE).

## Leben und Beruf
Nach acht Jahren Volksschule erlernte Rose den Beruf des Industriekaufmanns.
In den 1960er Jahren war er Mitglied in der Jugendorganisation der Gewerkschaft Textil-Bekleidung (GTB). Er stritt für das Wahlalter mit 18 Jahren und machte Front gegen die Notstandsgesetze. In diese Zeit fiel im Jahr 1969 auch sein Eintritt in die SPD.
Nach der Grundausbildung in der Bundeswehr verweigerte er den Dienst an der Waffe und wurde als Kriegsdienstverweigerer anerkannt. Seinen Zivildienst absolvierte er in einem Heim für psychisch Kranke in Buttenhausen auf der Schwäbischen Alb.
Er ist verwitwet und Vater von drei erwachsenen Kindern.

## Politischer Werdegang
Sein politisches Engagement insbesondere in der Gewerkschaftsbewegung mündete in eine Ausbildung zum Gewerkschaftssekretär bei der GTB. Der Gewerkschaft diente er 30 Jahre in verschiedenen Funktionen, zuletzt als stellvertretender Abteilungsleiter in der Stabsabteilung des damaligen IG-Metall-Vorsitzenden Klaus Zwickel.
Im Herbst 2001 wurde Rose zum Vorsitzenden des ACE gewählt und in den Jahren 2003, 2007 sowie 2011 wiedergewählt.
Rose gehört dem Vorstand des Deutschen Verkehrssicherheitsrates (DVR) an. Außerdem ist er Vorsitzender der Arbeitsgemeinschaft Pannen- und Unfallhilfe e. V. (APU), in dem sich führende Automobilclubs und Verbände des Kraftfahrzeuggewerbes zusammengeschlossen haben. 
Rose wurde in den Beirat der Deutschen Verkehrswacht berufen. Er gehört ferner dem Präsidium des von ihm mitbegründeten Verbundes Europäischer Automobilclubs (EAC) an.